# 高雄市公車梓官幹線
高雄市公車梓官幹線（紅53），由南台灣客運營運。主線起點站為台鐵新左營站，終點站為蚵仔寮漁港。

高雄市公車梓官幹線區間車（紅53 區間），起點站為台鐵新左營站，終點站為援中國小。

高雄市公車梓官幹線副線（紅53副），起點站為台鐵新左營站，終點站為漁故鄉。

## 歷史
- 2019年9月1日：紅53B路、紅53D路、紅55路三條路線整併為紅53梓官幹線。[2]
- 2019年12月9日：區間路線新增「大學17街口」站。

## 停站
參見右側路線圖